# Korsbæk på Bakken
Korsbæk på Bakken er en del af forlystelsesparken Dyrehavsbakken, hvor Korsbæk fra tv-serien Matador er blevet genopbygget i naturlig størrelse. Området åbnede 30. april 2015 og huser primært restauranter.
Byen er befolket af skuespillere, som spiller rollerne som indbyggere fra serien. Birgitte Bruun (stuepigen Esther) og Margrethe Koytu (mindre rolle som badegæst) er de eneste to gengangere fra den oprindelige serie. Området dækker omkring 2.500 m2 og er primært et restaurationsområde.

## Opførelse
En del af produktionsholdet fra serien har medvirket til opførelsen af forlystelsen, og Lise Nørgaard og DR har godkendt projektet, der har kostet omkring 100 mio. kr. Man er dog gået på kompromis visse steder, bl.a. har det været umuligt at skaffe kongeligt porcelæn nok til at drive restauranten i Postgaarden, og man har i stedet valgt at producere sit eget stel. Hele byen er opført henover vinteren 2014/2015, da det er ulovligt at bygge i sæsonen. Store dele er derfor præfabrikerede elementer for at effektivisere opførslen.
Til byens barber har man overtaget en frisørsalon fra Frisørmuseet i Nykøbing Falster.

## Modtagelse
Allerede i marts havde 40.000 mennesker bestilt bord eller rundvisning i Korsbæk.
Korsbæk på Bakken blev åbnet den 30. april 2015, og omkring 700 gæster var inviteret til indvielsen. Per Pallesen havde ved denne anledning genindtaget sin rolle som tjeneren Boldt på jernbanerestauranten.
Politikens anmelder gav Korsbæk på Bakken 3/6 hjerter, og skrev at selvom byen var veludført og genskabt i fin overensstemmelse med tv-serien, så var meget af charmen ved hele Bakken ofret. Ligeledes blev påpeget at det var anakronistisk, at Mads Skjerns tøjbutik er gjort til en bar, når nu han var afholdsmand.